# Кремский Бугор
Кремский Бугор (укр. Кремський Бугор) — село в Новгород-Северском районе Черниговской области Украины. Население — 26 человек. Занимает площадь 0,26 км².
Почтовый индекс: 16022. Телефонный код: +380 4658.

## Власть
Орган местного самоуправления — Ковпинский сельский совет. Почтовый адрес: 16022, Черниговская обл., Новгород-Северский р-н, с. Ковпинка, ул. Ленина, 20.